# Alluaudomyia lactella
Alluaudomyia lactella är en tvåvingeart som beskrevs av Remm 1980. Alluaudomyia lactella ingår i släktet Alluaudomyia och familjen svidknott. Inga underarter finns listade i Catalogue of Life.